# Кіферон (гора)
Кіферон або Кітерон (Κιθαιρών, -ῶνος) — гора та гірський масив довжиною близько шістнадцяти кілометрів у Центральній Греції. Ареал є фізичною межею між регіоном Беотія на півночі та регіоном Аттика на півдні. Він в основному складається з вапняку і піднімається на 1409 м.. Північно-східна сторона хребта утворена горою Пастра.
Це місце було місцем багатьох подій у грецькій міфології та було особливо священним для Діоніса. У "Вакханках " Евріпіда Діоніс виконує свої танці та обряди зі своїми вакханками, жрицями, на Кіфероні. Едіп був викритий на горі, а Актеон і Пентей були розчленовані на її схилах. Це також було місце, де Геракл або Алкатой полював і вбив Кіферонського лева.
В історичні часи гора була місцем битви при Платеях 479 року до н. ери і була ареною багатьох сутичок перед самою битвою. У пізніші часи у Платеях і Еріфраї були побудовані укріплення, оскільки гора утворювала спірний природний кордон між Афінами і Фівами.
Люди Платеї також уособлювали гору як свого первинного царя: «Але платейці не знають жодного царя, окрім Асопа та Кіферона до нього, вважаючи, що останній дав своє ім'я горі, а перший — річці». В одній казці говориться, що Кіферон брав участь у співочому змаганні з Геліконом, яке судили музи. Кіферон виграв змагання і був прикрашений гірляндами від муз, а Гелікон настільки розлютився через свою поразку, що розтрощив одну з великих скель на своїх схилах.
У середньовіччі село Міуполіс на його схилах було місцем монастиря, заснованого Мелетієм Молодшим.